# Palais d'observation d'Aton
Le Palais d'observation d'Aton ou Maru-Aton, abréviation de Pa-maru-en-pa-aton est un palais ou un temple du soleil situé à trois kilomètres au sud de la zone centrale de la ville d'Akhetaton (aujourd'hui Tell el-Amarna). On pense qu'il est construit à l'origine pour la reine d'Akhenaton, Kiya, mais à sa mort, son nom et ses images sont modifiés pour ceux de Mérytaton, sa fille.
En 1896, Alexandre Barsanti fouille une première fois le site. Puis, en 1921, Leonard Woolley effectue une fouille complète. Ce site est maintenant recouvert par l'agriculture moderne.
Le Maru-Aton se compose de deux enceintes adjacentes, l'une légèrement plus grande que l'autre. Les deux enceintes contiennent des bassins peu profonds et des jardins avec plusieurs arbres. Certaines caractéristiques intéressantes du temple incluent : 
- le plus grand des bassins qui possède une chaussée longue et étroite avec une jetée. À une extrémité se trouve un kiosque décoré[4].
- l'angle nord-est de la grande enceinte qui montre une île artificielle entourée d'eau. Sur l'île se trouve une plate-forme en pierre avec des tables d'offrande (2 sur le plan)[4].
- derrière l'île artificielle, une structure à piliers qui fournit de l'ombre aux bassins en forme de T (numéro 4). Les bassins sont entourés d'un dallage de gypse décoré de scènes de la nature[4].